# Засека (Вологодская область)
Засека — упразднённая деревня в Тотемском районе Вологодской области.
Входила в состав Толшменского сельского поселения, с точки зрения административно-территориального деления — в Маныловский сельсовет.
Расстояние до районного центра Тотьмы по автодороге — 73 км, до центра муниципального образования села Никольское по прямой — 19 км. Ближайшие населённые пункты — Бор, Манылово, Маныловский Погост.
По данным переписи в 2002 году постоянного населения не было.
Упразднена в июле 2020 года.